# حنا أبو راشد
حنا أبو راشد هو رحالة وأديب لبناني (1886-1974). ولد في قرية وادي شحرور في لبنان عام 1886 ، درس في مدرسة الآباء اليسوعيين واشتغل بالأدب والصحافة، قام برحلات عديدة في المشرق العربي وأنشأ عدداً من الصحف وألف عددا من الكتب. عاش في جبل الدروز أثناء الثورة السورية الكبرى عام 1925، وسجل أحداثها. أصدر كتابين هامين في هذا الموضوع، (جبل الدروز) و (حوران الدامية) كشف فيهما معلومات كثيرة عن هذه الثورة. أقام مدة في مصر، وتوفي في بيروت عام 1974. انتشر كتاباه بشكل كبير في الأوساط الدرزية وغير الدرزية وساهما في كشف معلومات كثيرة عن الثورة السورية الكبرى وقادتها وأهالي الجبل بصورة عامة.

## موقفه من الثورة السورية
وقد وجّه حنا أبو راشد نداء إلى عطوفة سلطان باشا الأطرش جاء فيه: سر على بركة الله أيها الرفيق فإذا لم تقدِّر لك الخونة، خونة الوطن هذه الوثبة العظيمة حق قدرها فستقدِّرها لك الأجيال ويسجّلها لك التاريخ...
يا سلطان الشهامة والمروءة مهما وصموا غايتك المقدسة ومهما لوّثوا خطتك الشريفة ومهما تكهّنوا في مقاصدك النبيلة، فسلطانك سيكون في القلوب، مصوَّرا كما هو الآن علم البلاد السورية. بني معروف، بني وطني سيروا إلى الأمام لأن يد الله مع الجماعة والذي سيكون مع الحق والحقيقة لا يُغلب...  كيف لا يكون بجانبكم النصر وأنتم أصحاب البلاد، أنتم خيرة الأبناء، أنتم خيرة الشهامة، خيرة الفرسان، خيرة الخصم الشريف لا بل حماة الوطن...
لقد نفضتم عنكم غبار الذل وعباءة الاستعمار، ونزلتم إلى ميدان الجهاد تحت صلصل السيوف وقذائف المدافع طالبين الموت في ساحات الوغى شرفاء، بدلا من أن تموتوا في مضاجعكم جبناً... 

## انتمائه للماسونية
في مقدمة كتابه (دائرة المعارف الماسونية) يقول حنا أبو راشد ما نصه «بسم الله الخالق مهندس الكون الأعظم، يسرني وأيم الحق بأن أقدم دائرة معارف ماسونية كموسوعة تاريخية مثلى، إلى جميع السلطات الماسونية، آملاً أن تستأنس بها هيئاتها وتأمر بتعميمها بين الأخوان البنائين الأحرار، وغيرهم من بني الإنسان، والله الخالق نسأل أن يهدينا سبل الحق والحقيقة والسلام.. أيها الاخوان الكرام قد جائكم الحق ليزهق أباطيل الانشقاق والنفاق بالاتحاد والولاء وبما ان النور قد سطع في الآفاق فيجب أن تكون باكورة أعمالكم العبادة لله مدير الكائنات ومبدع الموجودات. وان تتبعوا الشرائع الالهية التي يجب أن يتبعها كل البشر على ضوء: أن تفعلوا الخير لمجرد حبكم للخير نفسه وأن تبتعدوا عن الشر وآله وهدفكم دائماً صوت الضمير».

## مؤلفاته
من مؤلفاته كتاب جبل الدروز وكتاب حوران الدامية ودائرة المعارف الماسونية.
- جبل الدروز : ضم كتاب جبل الدروز معلومات وافية عن الجبل، بما في ذلك بحث تاريخي أخلاقي اجتماعي انتقادي جغرافي مصوَّر مع ذكر القرى والمواقع، وعن مصادر المياه والمراعي، متوقفا عند أمهات القرى والقرى الأثرية وعشائر الجبل، مع سرد لتاريخ الطائفة الدرزية منذ عهد الفاطميين، وذكر لمزارات الجبل وتسجيل تاريخ الجبل منذ عهد آل حمدان، وتفصيل حروب الدروز في عهد الطرشان، وتدوين أحداث الجبل حتى الثورة السورية الكبرى. وهو يفصّل وصول الفرنسيين إلى المنطقة وتسلمهم الانتداب على سوريا، وإقامة دويلة جبل الدروز، مع ذكر تفاصيل عن المجلس النيابي الدرزي، والحكومة الدرزية، وعن ثورة سلطان الأطرش الأولى بسبب أدهم خنجر، وعن تعسّف الحكام الفرنسيين في الجبل، وبداية الثورة السورية الكبرى، وردود الفعل الشرسة من قِبل الفرنسيين، ذاكرا تفاصيل وافية عن التحركات العسكرية والمراسلات والضحايا وردود الفعل في العالم العربي والعالمي. والكتاب غني بعشرات من الصور لزعماء الجبل وقادته، بحيث يشكّل وثيقة هامّة لها عمقها التاريخي لفترة عاصفة في تاريخ الدروز وسوريا والمنطقة.[2]
- حوران الدامية : وهذا الكتاب استمرار لكتاب جبل الدروز، حيث يتحدث عن منطقة جبل حوران، وهي أوسع من جبل الدروز وعن كل المعالم الجغرافية والتاريخية، وفيه كذلك معلومات هامة عن المرأة الدرزية في الجبل، وعن محطات تاريخية في الثورة السورية الكبرى، وعن أهداف هامة في الثورة وعن شهداء الثورة.[2]
- دائرة المعارف الماسونية وطبع الجزء الأول منه عام 1961 والجزء الثاني عام 1966 يستعرض المؤلف فيه تاريخ  الماسونية وحاضرها ويحصي أشهر الشخصيات الماسونية في العالم فضلاً عن الحوادث المتعلقة بها ويستهل الجزء الأول من مؤلفه بعبارة (صفحات خالدة في تاريخ الإنسانية 4004 ق.م – 1961)

## وصلات خارجية
- كتاب جبل الدروز pdf
- كتاب حوران الدامية pdf